# Dijkot
Dijkot (en ourdou : ڈجکوٹ) est une ville pakistanaise située dans le district de Faisalabad, dans la province du Pendjab.
La population de la ville a augmenté de plus de 70 % entre 1998 et 2017 selon les recensements officiels, passant de 23 126 habitants à 39 917, soit une croissance annuelle moyenne de 2,9 %, supérieure à la moyenne nationale de 2,4 %. Selon le recensement de 2023, la population de la ville monte à 96 934 habitants.